# David F. Grose
David Frederick Grose (* 21. November 1944 in Faribault, Minnesota; † 13. Oktober 2004) war ein US-amerikanischer Archäologe und Fachmann auf dem Gebiet der Erforschung antiken Glases.
Er studierte am St. Olaf College und der Harvard University Geschichte und Archäologie, wo er 1975 promovierte. Er war 1969–1970 und 1972–1974 Stipendiat der American Academy in Rome, danach 1975–1976 Assistant Professor an der University of Missouri, 1976–1977 Kurator für antikes Glas am Toledo Museum of Art. 1977 wurde er Professor of Classics and Archaeology an der University of Massachusetts in Amherst und ab 1997 „chair of the department“, was er bis zu seinem Tod blieb.
Sein Spezialgebiet war antikes, mittelalterliches und islamisches Glas. Er arbeitete als Berater für viele Museen, darunter das Metropolitan Museum of Art in New York und das British Museum in London. Er arbeitete auf Ausgrabungen in England, Italien, Griechenland, Türkei, Zypern, Tunesien, Ägypten und Israel mit.
Er arbeitete mit amerikanischen und europäischen Kollegen an einem 10-Jahres-Projekt, das zum Ziel hatte, eine vollständige Geschichte des Glases zu erstellen. Das beinhaltet Archäometrie, Kunstgeschichte, Archäologie, Wirtschafts-, Sozial- und Technikgeschichte.
David F. Grise war überzeugt, dass eine multidisziplinäre Sicht auf archäologische Funde, die auch Ingenieurs- und Sozialwissenschaften einbezieht, wesentlich für ein vollständiges Verständnis der Entwicklung der menschlichen Zivilisation sei.

## Veröffentlichungen
- Early blown glass. The Western evidence. In: Journal of Glass Studies. 19 (1977), S. 9–29.
- The Syro-Palestinian glass industry in the later hellenistic period. In: Muse. 13 (1979), S. 54–67.
- The hellenistic glass industry reconsidered. In: Annales du 8e Congrès international d’étude historique du verre. Londres – Liverpool, 18–25 septembre 1979. Liège 1981, S. 61–72.
- The hellenistic and early Roman glass from Morgantina (Serra Orlando), Sicily. In: Journal of Glass Studies. 24 (1982), S. 20–29.
- The Formation of the Roman Glass Industry. In: Archaeology. 36 (1983), S. 38–45.
- The Origins and Early History of Glass. In: The History of Glass. London 1984.
- Glass forming methods in classical antiquity. Some considerations. In: Journal of Glass Studies. 26 (1984), S. 25–34.
- Roman vessels with double-line Greek inscriptions. A new inventory. In: Archaeological News. 14 (1985), S. 23–28.
- The glass vessels from the sanctuary of Apollo Hylates, Kourion (Cyprus). In: Report of the Department of Antiquities Cyprus 1986. S. 187–191.
- The Toledo Museum of Art. Early ancient glass. Core-formed, rod-formed, and cast vessels and objects from the late bronze age to the early Roman Empire, 1600 B.C. to A.D. 50. New York 1989
- Early Imperial Roman cast glass. The translucent coloured and colourless fine wares. In: Roman glass. Two centuries of art and invention. London 1991, S. 1–18.
- The Pre-Hellenistic, Hellenistic, Roman, and Islamic Glass in Tel Anafa. In: Final Report of Ten Years of Excavation at a Hellenistic and Roman Settlement in Northern Israel. Vol. II, pt. i, (im Druck).
- The Hellenistic, Roman and Medieval Glass from Cosa. (Im Druck).
- Morgantina. The Pre-hellenistic, Hellenistic, Roman, and Medieval Glass. (Im Druck).

## Nachruf
- David Whitehouse: David Frederick Grose (1945–2004). In: Journal of Glass Studies. 47 (2005) S. 198–200 (mit Bild und Bibliographie).